# Cipinang (Rajagaluh)
Cipinang is een bestuurslaag in het regentschap Majalengka van de provincie West-Java, Indonesië. Cipinang telt 4159 inwoners (volkstelling 2010).